# Ріггінс (Айдахо)
Ріггінс (Ріґґінс) (англ. Riggins) — місто в окрузі Айдахо, штаті Айдахо, США. Воно лежить глибоко в каньйоні біля злиття річок Салмон і Літтл Салмон на центральному заході штату Айдахо, приблизно за 240 км на північ від Бойсе і за 190 км від Льюїстона. Розташований на висоті 555 м над рівнем моря. Згідно з переписом 2010 року населення становило 419 осіб, що на 9 осіб більше, ніж 2000 року. Траса US-95, яка є єдиною трасою штату, що сполучає Виступ з півднем, пролягає через місто і є його головною вулицею. Уздовж цього шляху Ріґґінс є найбільш північно-західним містом гірської часової зони. Тихоокеанська часова зона розпочинається одразу на півночі від міста, при перетині річки Салмон.

## Географія
Ріггінс розташований за координатами 45°25′6″ пн. ш. 116°19′11″ зх. д. / 45.41833° пн. ш. 116.31972° зх. д. (45.418367, -116.319780).  За даними Бюро перепису населення США в 2010 році місто мало площу 1,15 км², з яких 1,11 км² — суходіл та 0,04 км² — водойми.

### Клімат
| Клімат : Ріггінс        | Клімат : Ріггінс | Клімат : Ріггінс | Клімат : Ріггінс | Клімат : Ріггінс | Клімат : Ріггінс | Клімат : Ріггінс | Клімат : Ріггінс | Клімат : Ріггінс | Клімат : Ріггінс | Клімат : Ріггінс | Клімат : Ріггінс | Клімат : Ріггінс | Клімат : Ріггінс |
| Показник                | Січ.             | Лют.             | Бер.             | Квіт.            | Трав.            | Черв.            | Лип.             | Серп.            | Вер.             | Жовт.            | Лист.            | Груд.            | Рік              |
| Абсолютний максимум, °C | 17,8             | 22,2             | 28,3             | 35,0             | 39,4             | 42,2             | 45,0             | 46,1             | 43,3             | 35,0             | 26,7             | 20,6             | 46,1             |
| Середній максимум, °C   | 5,4              | 9,4              | 13,6             | 18,5             | 23,0             | 27,1             | 33,4             | 33,2             | 27,2             | 19,4             | 10,7             | 5,8              | 18,9             |
| Середній мінімум, °C    | −2,3             | −0,8             | 1,2              | 3,9              | 7,4              | 10,8             | 14,2             | 13,8             | 9,8              | 5,1              | 1,3              | −1,6             | 5,2              |
| Абсолютний мінімум, °C  | −23,3            | −24,4            | −16,1            | −7,8             | −3,9             | −5,6             | 2,2              | 2,2              | −6,7             | −8,9             | −25              | −22,2            | −25              |
| Норма опадів, мм        | 28               | 29               | 41               | 43               | 54               | 46               | 18               | 19               | 27               | 33               | 35               | 34               | 407              |
| Днів з опадами          | 8                | 8                | 10               | 10               | 10               | 9                | 4                | 4                | 5                | 7                | 9                | 9                | 93,0             |
| ----------------------- | ---------------- | ---------------- | ---------------- | ---------------- | ---------------- | ---------------- | ---------------- | ---------------- | ---------------- | ---------------- | ---------------- | ---------------- | ---------------- |
| Джерело: WRCC           |                  |                  |                  |                  |                  |                  |                  |                  |                  |                  |                  |                  |                  |

## Демографія

### Перепис 2010 року
Згідно з переписом 2010 року, у місті проживало 419 осіб у 239 домогосподарствах у складі 116 родин. Густота населення становила 376,2 особи/км². Було 306 помешкань, середня густота яких становила 274,8/км². Расовий склад міста: 96,9 % білих, 0,7 % індіанців, 1,4 % інших рас, а також 1,0 % людей, які зараховують себе до двох або більше рас. Іспанці і латиноамериканці незалежно від раси становили 1,7 % населення.
Із 239 домогосподарств 13,8 % мали дітей віком до 18 років, які жили з батьками; 34,3 % були подружжями, які жили разом; 9,6 % мали господиню без чоловіка; 4,6 % мали господаря без дружини і 51,5 % не були родинами. 46,0 % домогосподарств складалися з однієї особи, в тому числі 19,6 % віком 65 і більше років. У середньому на домогосподарство припадало 1,75 мешканця, а середній розмір родини становив 2,33 особи.
Середній вік жителів міста становив 53,3 року. Із них 12,6 % були віком до 18 років; 6,2 % — від 18 до 24; 16,8 % від 25 до 44; 35,4 % від 45 до 64 і 29,1 % — 65 років або старші. Статевий склад населення: 51,1 % — чоловіки і 48,9 % — жінки.
Середній дохід на одне домашнє господарство  становив 45 485 доларів США (медіана — 30 074), а середній дохід на одну сім'ю — 67 368 доларів (медіана — 40 833). За межею бідності перебувало 13,5 % осіб, у тому числі 0,0 % дітей у віці до 18 років та 0,0 % осіб у віці 65 років та старших.
Цивільне працевлаштоване населення становило 134 особи. Основні галузі зайнятості: мистецтво, розваги та відпочинок — 35,8 %, освіта, охорона здоров'я та соціальна допомога — 18,7 %, будівництво — 17,9 %.

### Перепис 2000 року
Згідно з переписом 2000 року в місті проживало 410 осіб у 204 домогосподарствах у складі 111 родин. Густота населення становила 527,7 особи/км². Було 253 помешкання, середня густота яких становила 325,6/км². Расовий склад міста: 98,29 % білих, 0,49 % індіанців, 0,24 % інших рас і 0,98 % людей, які зараховували себе до двох або більше рас.
Із 204 домогосподарств 15,7 % мали дітей віком до 18 років, які жили з батьками; 45,1 % були подружжями, які жили разом; 6,9 % мали господиню без чоловіка, і 45,1 % не були родинами. 39,2 % домогосподарств складалися з однієї особи, в тому числі 23,5 % віком 65 і більше років. В середньому на домогосподарство припадало 2,01 мешканця, а середній розмір родини становив 2,64 особи.
Віковий склад населення: 17,6 % віком до 18 років, 3,2 % від 18 до 24, 18,5 % від 25 до 44, 33,2 % від 45 до 64 і 27,6 % від 65 років і старші. Середній вік жителів — 52 роки. Статевий склад населення: 50,0 % — чоловіки і 50,0 % — жінки.
Середній дохід домогосподарств у місті становив US$20 972, родин — $30 000. Середній дохід чоловіків становив $27 361 проти $16 250 у жінок. Дохід на душу населення в місті був $17 330. Близько 19,2 % родин і 25,3 % населення загалом перебували за межею бідності, включаючи 50,0 % віком до 18 років і 9,5 % від 65 і старших.